# Migrazione altitudinale

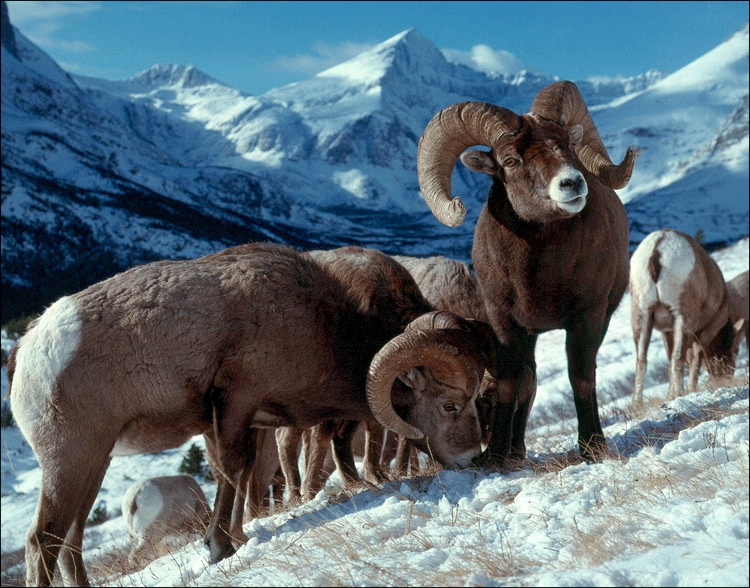
I bighorn sono una delle varie specie che effettuano migrazioni altitudinali stagionali.

Le migrazioni altitudinali sono spostamenti che interessano le specie altomontane che popolano, durante la stagione estiva, gli ambienti posti al limite o al di sopra della vegetazione arborea. Questi animali, nei periodi climaticamente avversi, scendono a quote più basse, nella fascia boschiva o nelle pianure, per portarsi di nuovo, nei periodi climaticamente più favorevoli, a più elevate altitudini. Le esigenze che inducono gli animali a compiere spostamenti di questo genere sono riconducibili sostanzialmente a due tipi: termica, per rifugiarsi in aree a temperatura più mite, e nutrizionale, per avere maggiori probabilità di successo nella ricerca del cibo.

## Gli spostamenti dei mammiferi
I gruppi animali ove le migrazioni altitudinali sono state studiate con più attenzione sono i mammiferi e gli uccelli. Sulle Alpi, il camoscio (Rupicapra rupicapra), e in misura minore lo stambecco (Capra ibex), compiono migrazioni verticali stagionali, anche se di relativa scarsa entità, mentre le popolazioni di queste specie presenti su altri gruppi montuosi, quali il Caucaso e il Pamir, possono arrivare a effettuare spostamenti altimetrici di circa 2000 m di dislivello. Anche molte popolazioni di cervo (Cervus elaphus) e di capriolo (Capreolus capreolus) durante l'estate pascolano al limite dei nevai, risalendo a mano a mano che questi si sciolgono, mentre d'inverno ridiscendono nei boschi di conifere, dove è molto più facile trovare le piante erbacee di cui si nutrono. Tra i mammiferi, non sono solo gli ungulati a compiere migrazioni di questo tipo, ma anche vari carnivori e primati. Ad esempio l'orso bruno marsicano (Ursus arctos marsicanus), sottospecie endemica dell'Appennino centrale, durante la stagione estiva frequenta generalmente aree poste al limite della vegetazione arborea, ad altitudini comprese tra i 1500 ed i 2000 m, molto variate da un punto di vista geomorfologico. Le aree di svernamento sono, invece, localizzate a quote comprese tra i 1100 e i 1500 m, e sono caratterizzate da una fitta copertura vegetale e da una pendenza molto ripida. Interessanti sono anche le ampie migrazioni altitudinali che compiono le scimmie rhesus (Macaca mulatta) sulla catena himalaiana.

## Gli spostamenti degli uccelli
Tra gli uccelli delle Alpi, molte sono le forme legate alle alte quote, che migrano verticalmente scendendo nelle basse valli al sopraggiungere della stagione invernale: tra queste, lo spioncello (Anthus spinoletta), il sordone (Prunella collaris) e il picchio muraiolo (Tichodroma muraria). In Asia invece è presente il codirosso testabianca (Phoenicurus leucocephalus), che vive sulla catena himalaiana sino a 5000 m di altitudine, e scende in inverno fino alle aree collinari e pianeggianti dell'India. In Nordamerica, questo tipo di movimenti migratori verticali viene compiuto, ad esempio, dal ciuffolotto testabruna (Leucosticte australis), che vive e si riproduce sui rilievi montani, durante la stagione estiva, nella zona di transizione posta tra la fascia arborea e i pascoli d'alta montagna, dove è presente una ricca vegetazione arbustiva. All'inizio dell'inverno si riunisce in stormi che intraprendono spostamenti abbastanza ampi, portandosi a quote più basse. Non esistono soltanto migrazioni altitudinali a carattere stagionale, ma anche giornaliero, legate ad esigenze alimentari. Ad esempio il gracchio alpino (Pyrrhocorax graculus) durante le ore diurne scende nelle valli del piano submontano per nutrirsi, mentre a sera risale in quota per trascorrere la notte sulle pareti rocciose. Movimenti giornalieri inversi a quelli del gracchio alpino vengono compiuti, invece, da alcuni colibrì della California (ad esempio il Selasphorus rufus), che salgono di quota durante il giorno per nutrirsi del nettare prodotto dai fiori che crescono nella zona subalpina e ridiscendono al tramonto per trascorrere la notte alle quote inferiori, termicamente più miti. Il fenomeno dell'inversione di temperatura, frequente nelle valli montane, può alterare in modo più o meno determinante l'andamento delle migrazioni altitudinali. Questo fenomeno meteorologico consiste nell'accumulo di aria fredda sul fondovalle e di stratificazione di aria calda nei livelli superiori, quindi le condizioni climatiche delle zone più elevate possono in questo caso essere più favorevoli di quelle esistenti nel fondovalle. Gli animali rispondono a questa situazione salendo di quota per trovare condizioni termiche più favorevoli.